# Aegognathus confusus
Aegognathus confusus es una especie de coleóptero de la familia Lucanidae. La especie fue descrita científicamente por  Patrick Arnaud y Hughes Bomans en 2006.

## Distribución geográfica
Habita en Perú.